# (33590) Sreelakshmi
1999 JS46 (asteroide 33590) é um asteroide da cintura principal. Possui uma excentricidade de 0.11728320 e uma inclinação de 7.62317º.
Este asteroide foi descoberto no dia 10 de maio de 1999 por LINEAR em Socorro.